# Karleby kyrka, Skara stift
Karleby kyrka är en kyrkobyggnad som sedan 2010 tillhör Slöta-Karleby församling (tidigare Karleby församling) i Skara stift. Den ligger i radbyn Karleby, strax sydost om centralorten, i Falköpings kommun. 

## Kyrkobyggnaden
Kyrkan är byggd 1841 i empirestil av byggmästare Erik Persson från Seglora  efter ritningar av Johan Fredrik Åbom vid Överintendentsämbetet. Han utgick i sin tur från en ritning uppgjord av länsbyggmästaren Petter Georg Selvin i Jönköping. Kyrkan byggdes på den gamla kyrkans grund som ersättning för en hög absidkyrka med torn. Öster om kyrkan går en av Sveriges allra äldsta vägar genom ett område med en mängd stenkammargravar från bondestenåldern.

## Inventarier
- Kyrkans förnämsta prydnad är ett triumfkrucifix, från 1200-talet, som nu är placerad över predikstolen.[1]
- Dopfunten av sandsten är från medeltiden.
- Altaruppsatsen i barock härstammar från den gamla kyrkan.
- En kalkduk av svart sammet med silverbroderier från 1800-talet hänger på en av väggarna.
- Två kollekthåvar härstammar från 1768.
- Vinkannan i svenskt silver skänktes till kyrkan 1850.
- Två av ljuskronorna härstammar från 1700-talet. I sakristian finns två länstolar från 1700-talet, i ett av fönstren står ett kristallkors, och två ljusstakar och ett krucifix från Oberammergau är placerade på det lilla altaret.

### Klockor
Kyrkan har haft två medeltida klockor som emellertid är omgjutna.
- Storklockan, som var av en vanlig senmedeltida typ, omgöts 1929.
- Lillklockan tror man ha varit av en märklig typ. Den omgöts redan 1814. Dess latinska inskrift tolkades som: Må den Helge Ande bistå oss med sin nåd!. Inskriften var insänkt och därmed av en typ som skulle tyda på att klockan var från 1100-talet.

### Orgel
Orgeln som är placerad på läktaren i väster är byggd 1877 av Anders Peter Kullbom och är hans bäst bevarade orgel i närmast ursprungligt skick. Den stumma fasaden är samtida med orgeln, som har sju stämmor fördelade på manual och pedal.

## Bilder

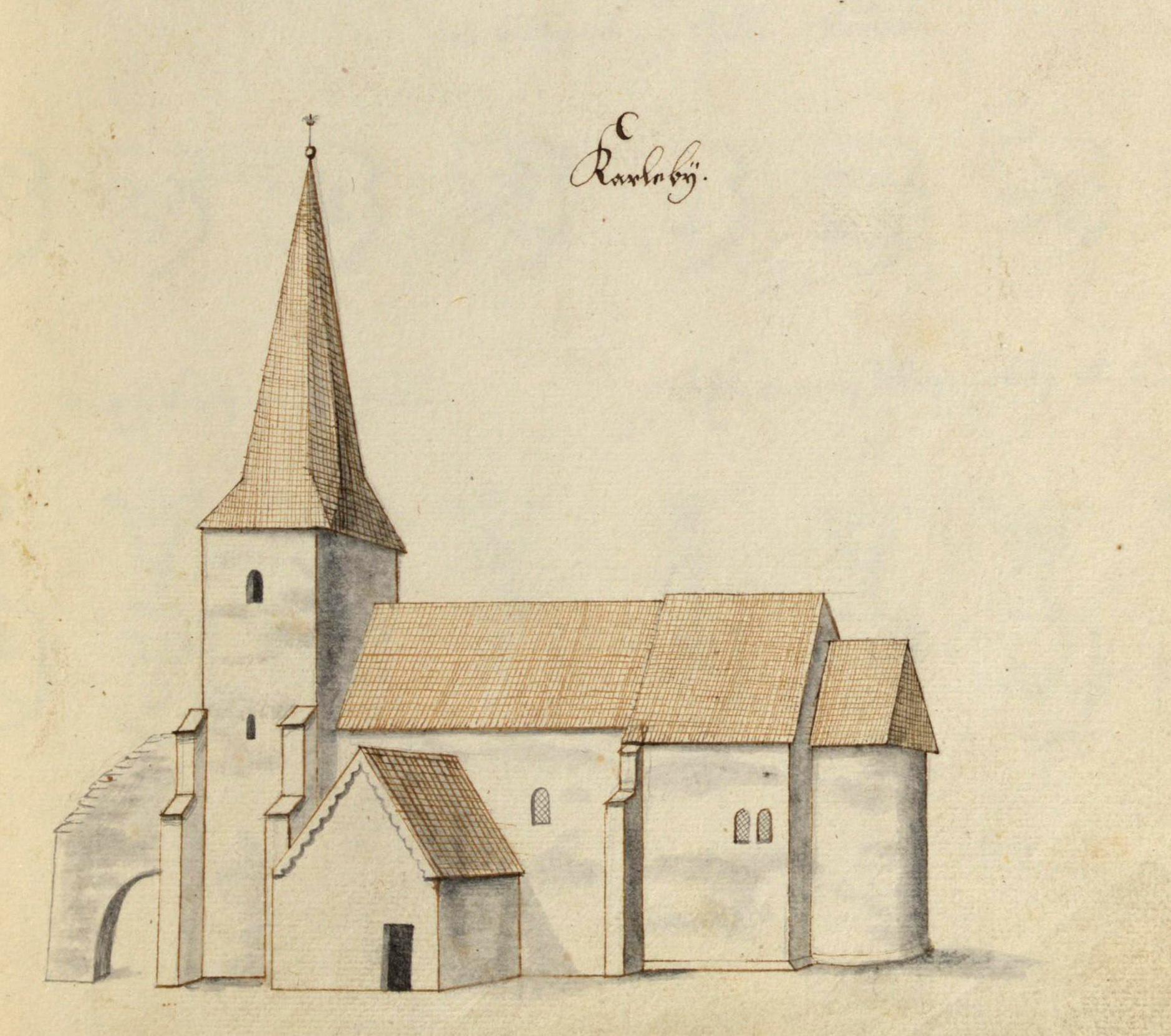
Den medeltida kyrkan på teckning omkring 1670.
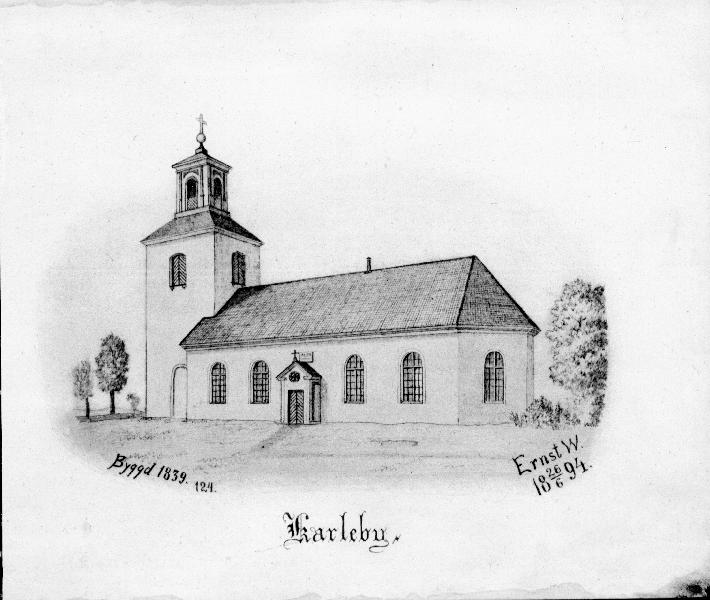
Kyrkan på teckning från 1894.
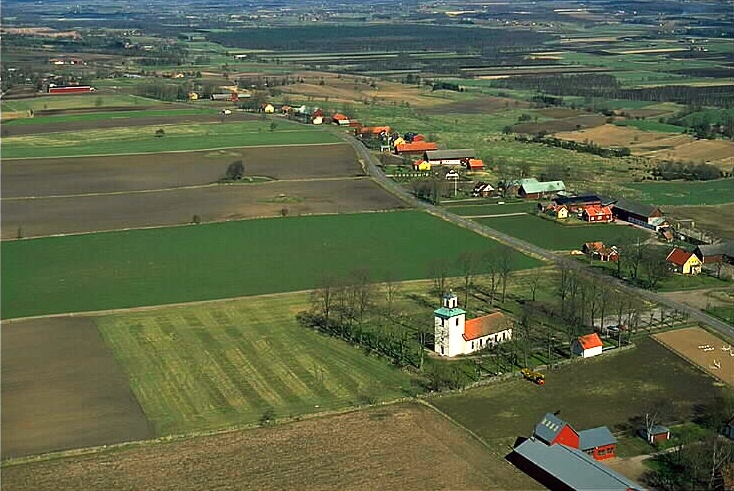
Kyrkan i landskapet.
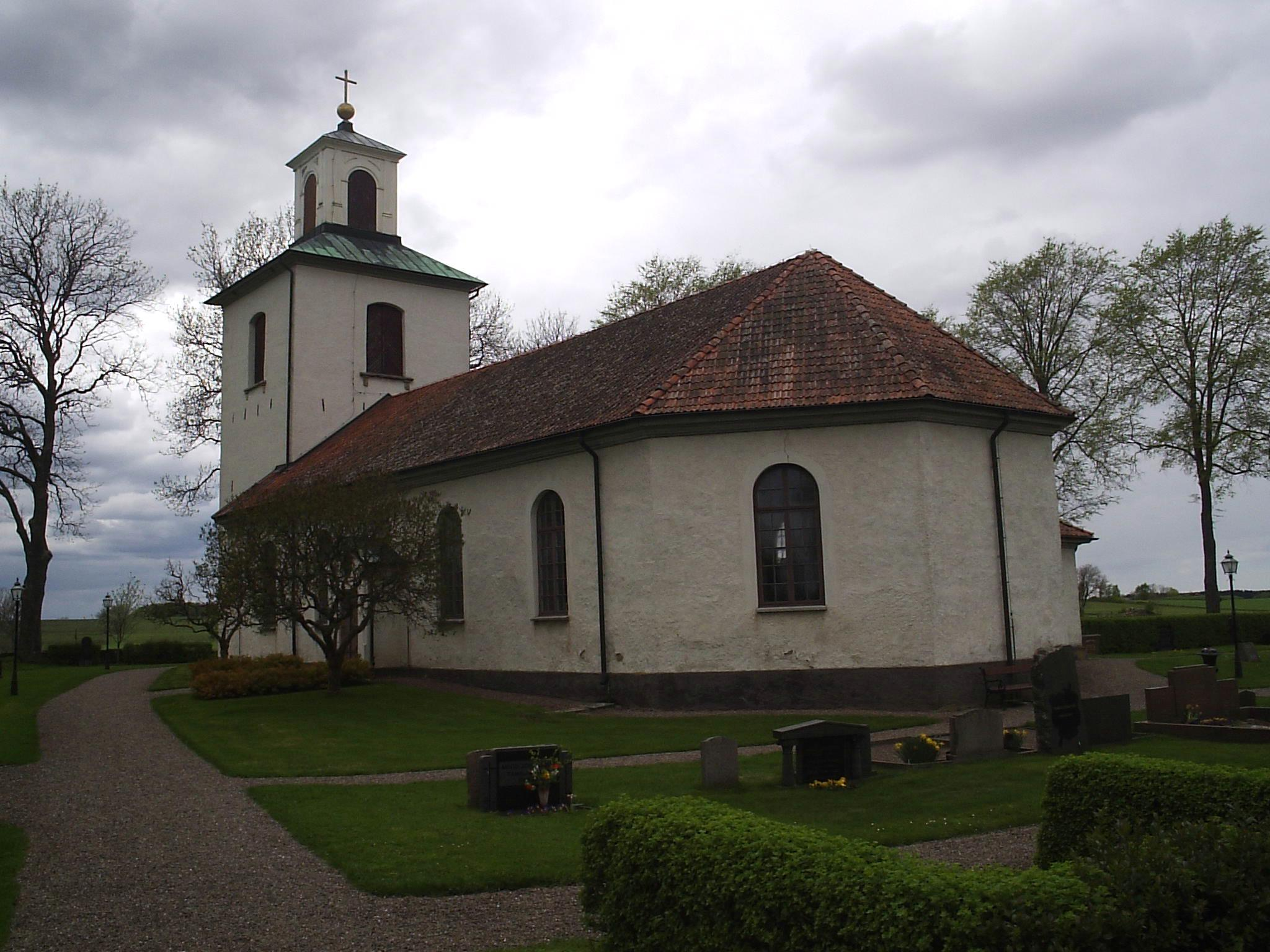
Exteriör.
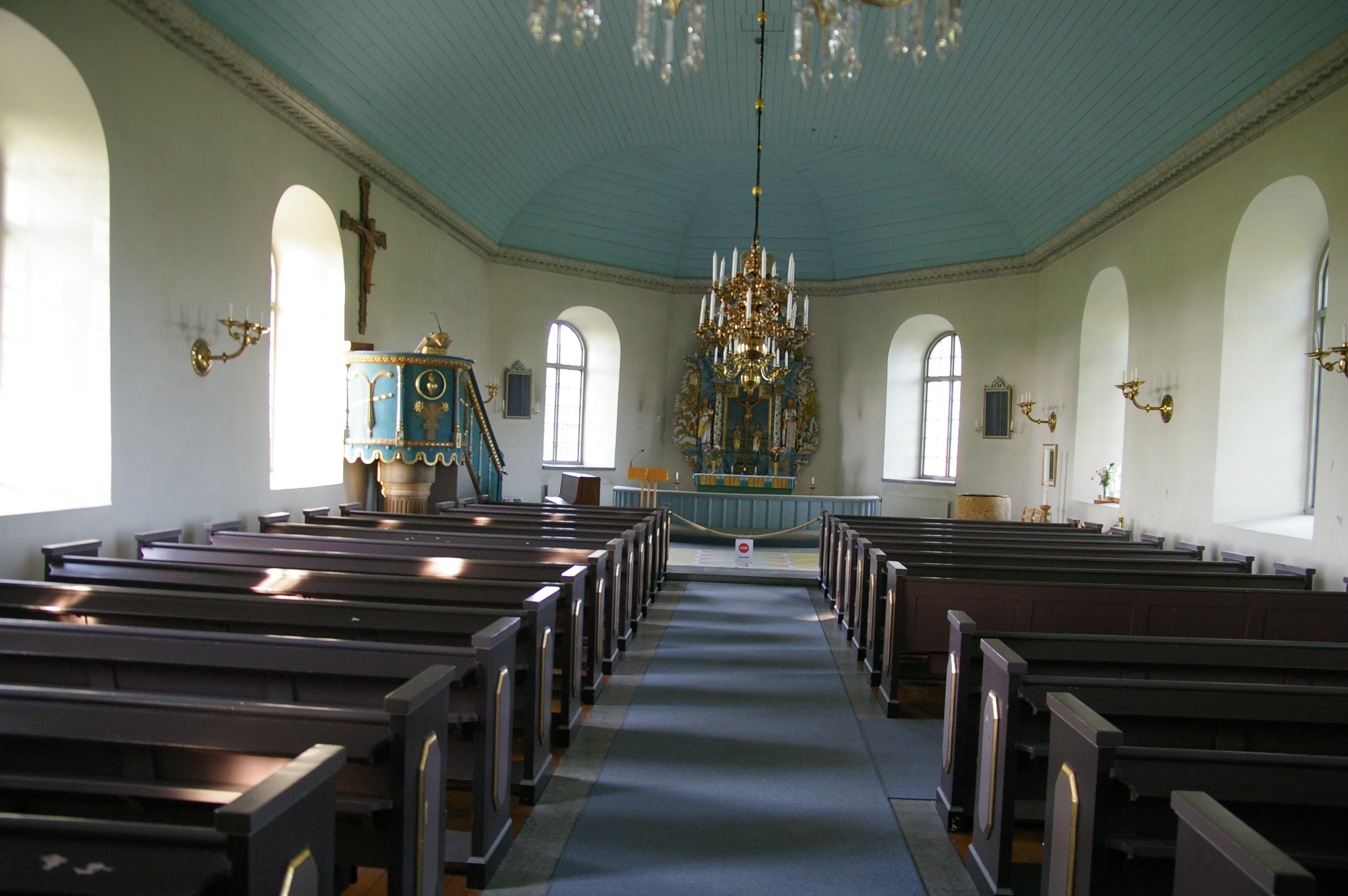
Interiör mot altaret.
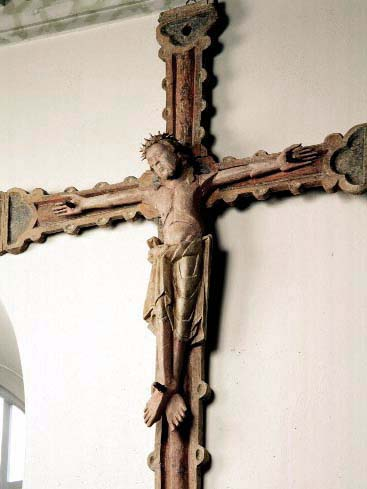
Krucifix från 1200-talets sista fjärdedel.
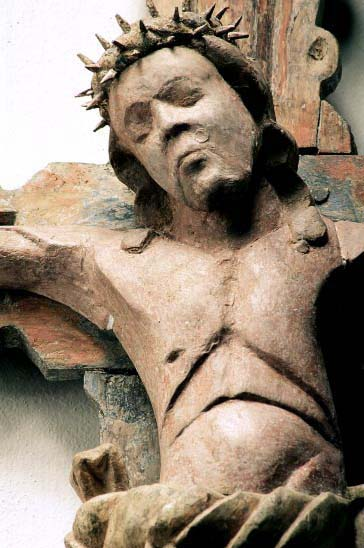
Krucifix, detalj

### Inventarier nu på Göteborgs stadsmuseum

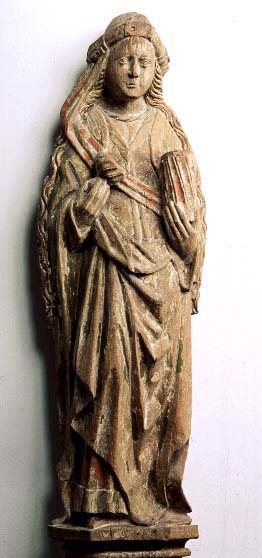
Maria Magdalena, 1400-tal
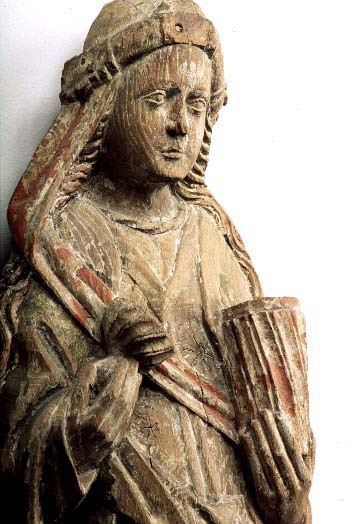
Maria Magdalena, detalj
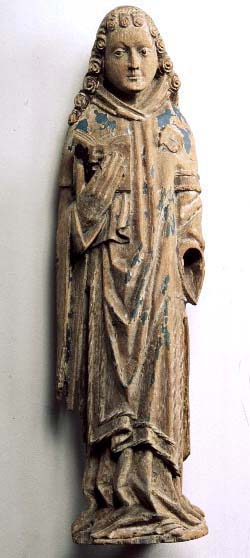
Diakon, träskulptur, 1400-tal
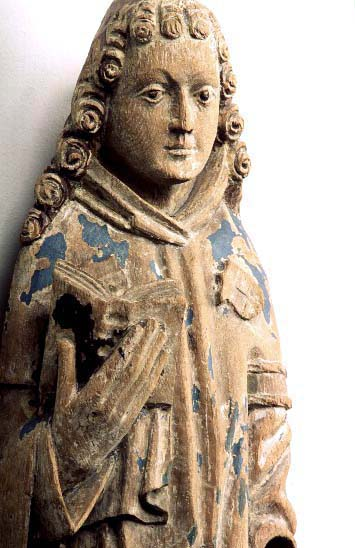
Diakon, detalj
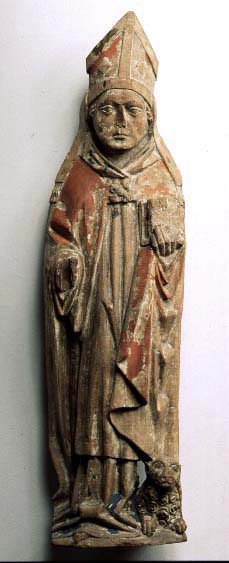
Biskop, träskulptur, 1400-tal